# Alex Vinatzer

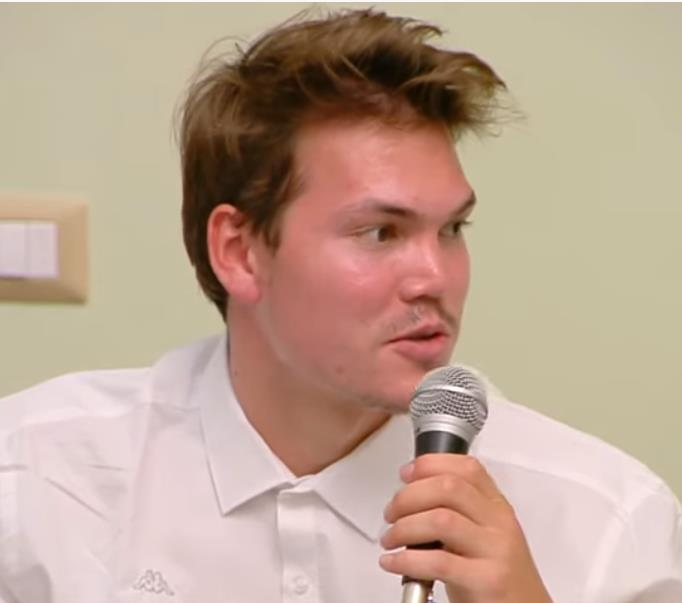
Alex Vinatzer

Alex Vinatzer, född 22 september 1999, är en italiensk alpin skidåkare som debuterade i världscupen den 12 november 2017 i Levi i Finland. Vinatzer ingick i det italienska lag som vann brons i lagtävlingen vid världsmästerskapen i alpin skidsport 2019.
Han deltog vid olympiska vinterspelen 2018.